# Матц, Ванесса
Ванесса Матц (фр. Vanessa Matz; род. 12 августа 1973, Льеж, Бельгия) — бельгийский политический деятель. Член франкоязычной партии Les Engagés. Министр деятельности государственных органов и модернизации управления Бльгии, ответственный за государственные предприятия, государственную службу, управление государственной собственностью, цифровые технологии и федеральные научные учреждения с 3 февраля 2025 года. Сенатор (2008—2014), депутат Палаты представителей (с 2014).

## Биография
Родилась 12 августа 1973 года в Льеже.
Получила степень лиценциата права в Льежском университете.

## Политическая карьера
С 1995 по 2018 год — муниципальный советник в коммуне Эвай, с 1997 по 2012 год — эшевен (член администрации) коммуны Эвай.
С 2004 по 2006 год — политический секретарь группы «Гуманистический демократический центр» (cdH) в Парламенте Валлонии. С 2006 по 2007 год — политическая директриса cdH.
С 2007 по 2008 год — глава администрации министра занятости Жосли Пьетта.
С 2008 по 2009 год — сенатор, введённый путём кооптации, в 2009—2014 годах — сенатор, избранный Французским сообществом.
По результатам парламентских выборов 2014 года избрана депутатом Палаты представителей. Переизбрана на выборах 2019 и 2024 годов.
С 10 июля 2024 года — председатель парламентской группы Les Engagés.
3 февраля 2025 года назначена министром деятельности государственных органов и модернизации управления Бльгии, ответственный за государственные предприятия, государственную службу, управление государственной собственностью, цифровые технологии и федеральные научные учреждения, в коалиционном правительстве под руководством премьер-министра Барта де Вевера.

## Награды
- Офицер ордена Леопольда (8 июня 2024)[4]